# Samito
Samito, nascut Samuel Carlos Matsinhe (Maputo, 6 de setembre de 1979) és un cantant, compositor i guitarrista moçambiquès que resideix a Montréal (Quebec) des de 2005. La seva música combina l'acústica i l'electrònica amb els sons de la música africana i del món per crear un estil musical diferenciat en part inspirat en la seva educació a Maputo,. El 19 de maig de 2015, Radio Canada va anunciar a Samito com la Revelació 2015-2016 per a la categoria Música World. Inspirat per Seu Jorge i Talvin Singh, cant a en portuguès, en anglès, en francès i en chitswa.

## Carrera
És fill d'un sacerdot anglicà. La seva mare la va inscriure a l'Escola Nacional de Música lluny de pensar que alguna vegada escolliria la música com una carrera. Després d'alguns anys de treball com a músic a Maputo i Ciutat del Cap, Samito es va traslladar a Montréal per cursar estudis i una carrera musical. Aquí va tenir l'oportunitat de treballar amb Nom de Plume, Renji Condoré, Kweku, The New Groove Orchestra, Emma & The Noise, entre d'altres.
Samito va produir sis cançons per a l'àlbum de 2014 Le Dernier Empereur Bantou de Pierre Kwenders. En 2015, amb l'artista Alexandre Arthur Bilodeau (aka Nom de Plume), va coproduir Tae Kwon Fu, un disc de set cançons gravat en sessions a finals de 2013 per Allfire i Nom de Plume.
En 27 de maig de 2016, va editar el seu primer àlbum, l'autotitulat Samito amb el seu èxit "Tiku la hina" de l'àlbum llançat com a senzill amb un vídeo musical acompanyat que s'ha emès en canals canadencs com Much i MusiquePlus.

## Discografia

### Àlbums
| ''Samito'' - Tipus: Album - Edició: 27 de maig de 2016 - Discogràfica: Costume Records | \| 1. \| «Senhora» \| 3:33 \| \| 2. \| «LOL» \| 2:25 \| \| 3. \| «Nara (It's All About Trust)» \| 3:52 \| \| 4. \| «Flôr» \| 3:29 \| \| 5. \| «Kiosk» \| 3:29 \| \| 6. \| «Ana» \| 3:02 \| \| 7. \| «Here we go (Old Friend)» \| 3:31 \| \| 8. \| «Tiku la hina» \| 3:54 \| |        |
| Llista de cançons                                                                      | |        |
| Núm.                                                                                   | Títol | Durada |
| 1.                                                                                     | «Senhora» | 3:33   |
| 2.                                                                                     | «LOL» | 2:25   |
| 3.                                                                                     | «Nara (It's All About Trust)» | 3:52   |
| 4.                                                                                     | «Flôr» | 3:29   |
| 5.                                                                                     | «Kiosk» | 3:29   |
| 6.                                                                                     | «Ana» | 3:02   |
| 7.                                                                                     | «Here we go (Old Friend)» | 3:31   |
| 8.                                                                                     | «Tiku la hina» | 3:54   |

### Singles / Videos
- 2016: "Tiku la hina"